# Costes del Garraf
|  | No s'ha de confondre amb el tram de la C-31 popularment conegut com a Costes del Garraf. |

Les Costes del Garraf són un espai eminentment marí situat davant la costa de Garraf, que abasta la zona litoral entre Castelldefels fins a Cunit i fins a la línia batimètrica de vint metres sota el nivell mitjà del mar. Inclou els hàbitats de l'estatge infralitoral i circalitoral permanentment submergits que arriben fins al límit inferior de les praderies de posidònia.
Els seus fons són majoritàriament sorrencs amb presència d'una comunitat de prats d'alga dels vidriers (Posidonia oceanica), malmès i en clara regressió. És una zona molt important per a l'alimentació de nombroses espècies d'ocells marins, sobretot de la comunitat ornítica del delta del Llobregat.
Les Costes de Garraf van ser incorporades al Pla d'Espais d'Interès Natural (PEIN). D'acord amb la lei, la inclusió d'un espai a la xarxa Natura 2000 implica la seva integració ipso facto al PEIN. A més, aquest espai va ser declarat com a lloc d'importància comunitària i zona d'especial protecció per a les aus (ZEPA) el setembre de l'any 2006. S'hi practica el fondeig d'embarcacions i la pesca esportiva. L'espai marí es caracteritza per fons plans i sorrencs que s'alternen amb afloraments rocosos de naturalesa calcària. Els penya-segats que limiten continentalment amb l'espai són força prominents i abruptes i intensament carstificats, com bona part del conjunt de la serra del Garraf.
La qualitat de les aigües marines, les comunitats bentòniques i els peixos són afectats per la contaminació urbana i activitats industrials com l'ampliació de l'aeroport de Barcelona, la construcció de la planta dessaladora i la sobreexplotació per pesca i la pesca il·legal d'arrossegament. L'alga invasora Caulerpa taxifolia competeix fortament amb la posidònia autòctona. Les praderies de posidònia i la resta de comunitats bentòniques són molt vulnerables a les alteracions humanes. Les Costes del Garraf van obtenir la protecció legal per què és un espai natural marí d'elevat valor natural que presenta importants comunitats de posidònia així com poblacions de peixos que són la base de l'alimentació de nombroses espècies d'ocells al delta del Llobregat.

## Flora

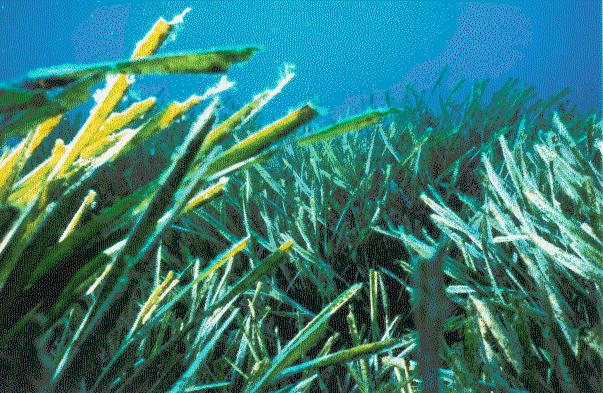
La posidònia o Alga dels vidriers, espècie amenaçada, present a les Costes del Garraf

L'Espai de les Costes del Garraf es caracteritza per la presència d'importants espècies de fanerògames marines com la Posidonia oceanica, endèmica del mar Mediterrani i, amb menys representació, la Cymodocea nodosa. Aquestes espècies són d'una gran importància, ja que formen hàbitats que proporcionen refugi i zona de reproducció a una àmplia i variada comunitat faunística, que inclou tant invertebrats com peixos. L'herbei de posidònia està força malmès i es podria considerar com a restes d'una extensa praderia en la qual, enguany, el que hi ha una abundància de rizoma mort i, en menys grau, un herbei en clara regressió.
Una altra espècie emblemàtica és Cymodocea nodosa. Aquesta fanerògama és molt vulnerable a les accions antròpiques. Es troba en un precari estat de conservació i en clara regressió.

## Fauna
Les praderies de posidònia acullen una àmplia i variada comunitat de fauna. Contenen petits invertebrats que filtren les partícules en suspensió i generen una gran quantitat de nutrients. D'altra banda, s'hi poden trobar nombrosos equinoderms (diverses espècies d'estrelles de mar i nombrosos eriçons que es nodreixen d'aquesta planta) així com mol·luscs cefalòpodes (pops i sípies). Entre els invertebrats hi ha la nacra, Pinna nobilis. La posidònia també atreu nombrosos peixos (carnívors i omnívors) que s'alimenten de crustacis, eriçons, mol·luscs, anèlids, etc.
La posidònia representa, per tant, un gran rebost i refugi per a algunes espècies, ja que els seus rizomes i les seves fulles entrellaçades aporten gran quantitat d'amagatalls. D'altra banda, aquestes praderies frenen la massa d'aigua ocasionant la caiguda de nombroses partícules en suspensió que serveix d'aliment, no sol per als epífits esmentats anteriorment, sinó també per a altres organismes filtradors, com els espirògrafs, els grans ascidis i algunes esponges de mar. L'espai representa una àrea d'alimentació dels ocells propers del delta del Llobregat, integra a la xarxa Natura 2000, però també per a altres comunitats d'aus d'àrees més allunyades com les illes Balears o el delta de l'Ebre.
Les espècies de baldriga balear (Puffinus mauretanicus) juntament amb la baldriga cendrosa (Calonectris diomedea), la gavina corsa (Larus audouinii) i la gavina capnegra (Larus melanocephalus) han motivat la designació com a zona d'especial protecció per a les aus (ZEPA) i altres reconeixements provinents d'organitzacions no governamentals, com Important Bird Area (IBA) «Aigües del Baix Llobregat –Garraf» per BirdLife International. També és una zona de protecció del dofí mular (Tursiops truncatus), i s'hi estudia la presència a la primavera del rorqual comú (Balaenoptera physalus), l'única balena present al mediterrani.